# Tadeusz Krwawicz
Tadeusz Jan Krwawicz (né le 15 janvier 1910 à Lemberg - mort le 17 août 1988 à Lublin) est un médecin ophtalmologiste polonais, célèbre pour avoir introduit la cryochirurgie en ophtalmologie,.

## Biographie
Il est le fils d'un armurier de l'armée austro-hongroise. Il entreprend ses études à l'École des mines et de la métallurgie de Cracovie, il continue ensuite ses études de médecine à l'Université de Lviv et obtient son doctorat en 1939. Il obtient le poste d'assistant à la clinique universitaire et devient ensuite chef de service d'ophtalmologie à Lublin. Dans les années 1956-1980 il exerce la fonction de directeur de la clinique d'ophtalmologie à l'Université Marie Curie-Skłodowska. Il est le premier à decrire l'extraction de la cataracte par cryoadhésion en 1961,,. Il est également membre de plusieurs sociétés savantes, en 1967 il entre à l'Académie polonaise des sciences. Entre 1971 et 1983 il est le président de la société polonaise d'ophtalmologie. En 1966 il est élu le premier président de la société internationale de la cryoophtalmologie. Il est auteur de 190 publications scientifiques.
Tadeusz Krwawicz s'éteint le 17 août 1988 à Lublin.